# Long shot
Long shot ou plano geral em fotografia e cinema (também chamado de full shot ou wide shot - do inglês, significando "tomada [ou foco] amplo") é a filmagem de um plano em que a figura central (objeto ou figura humana) é mostrada integralmente, em geral de modo a situá-la no contexto de seu entorno.
O plano geral é normalmente usado para retratar um exterior - como a parte externa de um prédio - ou uma paisagem, e muitas vezes é um recurso utilizado para filmar cenas de ação ampla como, por exemplo, em filmes de guerra ou de catástrofe. Neste caso, privilegia-se a impressão geral da cena, em detrimento dos pormenores.